# La Celle-sous-Gouzon
La Celle-sous-Gouzon település Franciaországban, Creuse megyében. Lakosainak száma 159 fő (2022. január 1.). La Celle-sous-Gouzon Domeyrot, Gouzon, Saint-Silvain-sous-Toulx, Trois-Fonds és Parsac községekkel határos.

## Népesség
A település népességének változása:
| Lakosok száma | 232  | 203  | 162  | 142  | 139  | 148  | 151  | 154  | 155  | 159  |
|               | 1968 | 1982 | 1990 | 2006 | 2013 | 2015 | 2017 | 2019 | 2020 | 2022 |